# West Kelowna
West Kelowna – miasto w Kanadzie, w prowincji Kolumbia Brytyjska.